# Esten
De Esten (Estisch: eestlased) zijn een Noord-Europees volk dat verwant is aan de Finnen. Vroeger ook Tsjoeden genoemd. Het grootste deel van de Esten woont in Estland (ca. 915 duizend). Ze behoren tot de Oostzee-Finse volkeren.

## Verspreiding

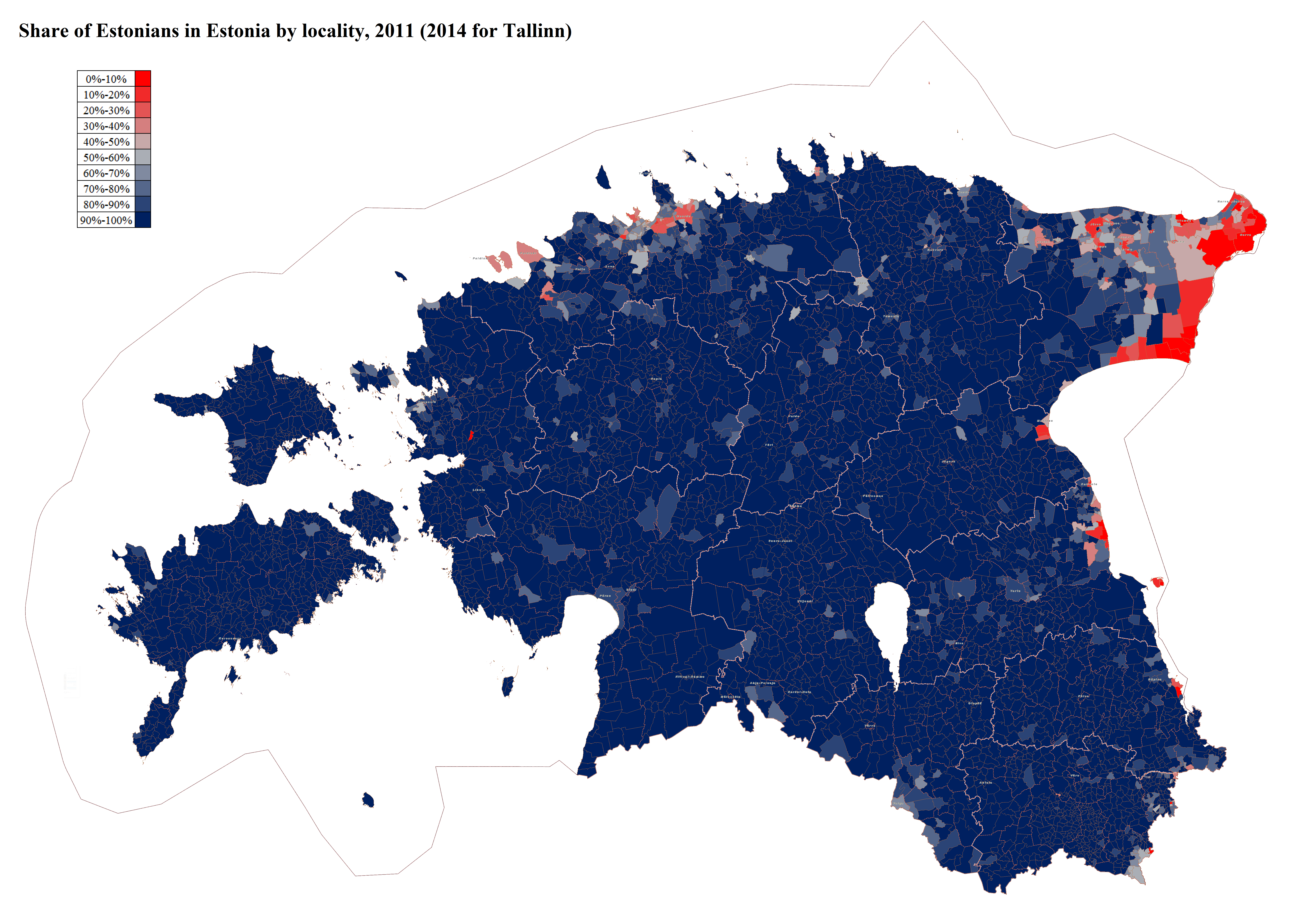
Verspreiding van de Esten in Estland (2011)

In 1897 werden er 867.794 Esten in Estland geregistreerd, hetgeen 90,6 procent van de bevolking was. Als gevolg van de Sovjetbezetting van 1944 tot 1991 en het Sovjetbeleid daalde het aandeel van etnische Esten in Estland tot een minimum van 61,5 procent van de bevolking in 1989. Maar na de onafhankelijkheid van Estland begon een grootschalige emigratie van etnische Russen en andere Slavische volkeren, waardoor het aandeel etnische Esten in Estland weer toenam. In 2021 vormden de 914.896 Esten zo’n 68,8 procent van de totale bevolking.

## Taal
De Esten spreken Estisch, een taal uit de Fins-Permische taalfamilie. Vrijwel alle Esten spreken ook Russisch als tweede taal, een resultaat van de jarenlange Sovjet-bezetting, die Estland ook een aanzienlijke Russische minderheid heeft bezorgd. Vooral de oudere generatie beheerst die taal vloeiend.

## Religie
Het grootste deel van de Esten is tegenwoordig onkerkelijk, mede als gevolg van het politieke atheïsme van het tijdperk onder de Sovjet-Unie. In de volkstelling van 2011 was 65,5 % van de Esten niet-religieus, terwijl 15,1 % het censusformulier onbeantwoord liet.
Het lutheraanse protestantisme is de belangrijkste godsdienst van de Esten. In 2011 was slechts 11,5 % van de Esten luthers. Ongeveer 2,3 % was lid van de Oosters-Orthodoxe Kerk en 0,4 % was aanhanger van de Baptistische Kerk. Er werden verder kleinere aantallen Jehova's getuigen, katholieken, oudgelovigen, boeddhisten en moslims onder de etnische Esten geregistreerd.